# Luigi Federzoni
Luigi Federzoni, född 27 september 1878, död 24 januari 1967, var en italiensk politiker.
Federzoni var journalist 1903-13 och 1911 en av stiftarna av nationalistpartiet och kort därefter dess ledare. Han var kolonialminister Mussolinis första regering 1922-24, inrikesminister 1924-26, kolonialminister 1926-29 och blev senatens president 1929. Som ung gjorde sig Federzoni känd som en flitig konst- och litteraturkritiker under pseudonymen Giulio de Frenzi.
Han flydde vid fascistregimens fall och dömdes 1945 till döden men benådades senare.